# Georgi Ivanov
Georgi Stoyanov Ivanov (in bulgaro Георги Стоянов Иванов?; Sliven, 13 marzo 1985) è un pesista bulgaro, campione mondiale juniores nel 2004 a Grosseto.

## Record nazionali
Georgi Ivanov ha stabilito diversi record nazionali bulgari.

### Seniores
- Getto del peso 21,09 m ( Ústí nad Labem, 20 luglio 2013)[1]
- Getto del peso indoor 21,02 m ( Sopot, 7 marzo 2014)[1]

### Juniores
- Getto del peso (6 kg) 21,24 m ( Sofia, 12 giugno 2004)[1]
- Getto del peso (6 kg) indoor 20,25 m ( Sofia, 15 febbraio 2003)[1]

## Palmarès
| Anno | Manifestazione    | Sede           | Evento         | Risultato | Prestazione | Note                                     |
| ---- | ----------------- | -------------- | -------------- | --------- | ----------- | ---------------------------------------- |
| 2001 | Mondiali allievi  | Debrecen       | Getto del peso | Oro       | 19,73 m     |                                          |
| 2002 | Mondiali juniores | Kingston       | Getto del peso | 24º (q)   | 17,12 m     |                                          |
| 2003 | Europei juniores  | Tampere        | Getto del peso | Bronzo    | 19,94 m     |                                          |
| 2004 | Mondiali juniores | Grosseto       | Getto del peso | Oro       | 20,70 m     |                                          |
| 2005 | Europei under 23  | Erfurt         | Getto del peso | 4º        | 19,51 m     | Miglior prestazione personale            |
| 2007 | Europei under 23  | Debrecen       | Getto del peso | 4º        | 19,02 m     |                                          |
| 2008 | Giochi olimpici   | Pechino        | Getto del peso | nm (q)    | nm (q)      |                                          |
| 2009 | Mondiali militari | Sofia          | Getto del peso | 4º        | 18,98 m     |                                          |
| 2009 | Mondiali          | Berlino        | Getto del peso | 32º (q)   | 18,11 m     |                                          |
| 2010 | Europei           | Barcellona     | Getto del peso | 20º (q)   | 18,28 m     |                                          |
| 2011 | Europei indoor    | Parigi         | Getto del peso | nm (q)    | nm (q)      |                                          |
| 2012 | Europei           | Helsinki       | Getto del peso | 16º (q)   | 19,14 m     |                                          |
| 2012 | Giochi olimpici   | Londra         | Getto del peso | 21º (q)   | 19,63 m     |                                          |
| 2013 | Europei indoor    | Göteborg       | Getto del peso | 15º (q)   | 19,52 m     |                                          |
| 2013 | Mondiali          | Mosca          | Getto del peso | 8º        | 20,39 m     |                                          |
| 2014 | Mondiali indoor   | Sopot          | Getto del peso | 5º        | 21,02 m     | Record nazionale                         |
| 2014 | Europei           | Zurigo         | Getto del peso | Finale    | nm          |                                          |
| 2015 | Europei indoor    | Praga          | Getto del peso | 9º (q)    | 19,95 m     |                                          |
| 2015 | Mondiali          | Pechino        | Getto del peso | nm (q)    | nm (q)      |                                          |
| 2016 | Giochi olimpici   | Rio de Janeiro | Getto del peso | 25º (q)   | 19,49 m     |                                          |
| 2017 | Europei indoor    | Belgrado       | Getto del peso | 20º (q)   | 18,94 m     |                                          |
| 2018 | Europei           | Berlino        | Getto del peso | 19º (q)   | 19,40 m     | Miglior prestazione personale stagionale |

## Campionati nazionali
- 8 volte campione nazionale nel getto del peso (2007, 2008, 2009, 2011, 2012, 2015, 2016, 2017)
- 11 volte nel getto del peso indoor (2007, 2008, 2009, 2010, 2011, 2012, 2013, 2014, 2015, 2016, 2017)

2003
- Argento ai campionati nazionali bulgari indoor, getto del peso - 17,98 m

2004
- Argento ai campionati nazionali bulgari indoor, getto del peso - 18,14 m
- Argento ai campionati nazionali bulgari, getto del peso - 17,58 m

2005
- Bronzo ai campionati nazionali bulgari indoor, getto del peso - 16,71 m
- Argento ai campionati nazionali bulgari, getto del peso - 18,18 m

2006
- Argento ai campionati nazionali bulgari indoor, getto del peso - 18,12 m
- Argento ai campionati nazionali bulgari, getto del peso - 18,81 m

2007
- Oro ai campionati nazionali bulgari indoor, getto del peso - 18,99 m
- Oro ai campionati nazionali bulgari, getto del peso - 18,63 m

2008
- Oro ai campionati nazionali bulgari indoor, getto del peso - 18,59 m
- Oro ai campionati nazionali bulgari, getto del peso - 19,56 m

2009
- Oro ai campionati nazionali bulgari indoor, getto del peso - 19,12 m
- Oro ai campionati nazionali bulgari, getto del peso - 18,35 m

2010
- Oro ai campionati nazionali bulgari indoor, getto del peso - 19,33 m

2011
- Oro ai campionati nazionali bulgari indoor, getto del peso - 19,23 m
- Oro ai campionati nazionali bulgari, getto del peso - 18,68 m

2012
- Oro ai campionati nazionali bulgari indoor, getto del peso - 18,96 m
- Oro ai campionati nazionali bulgari, getto del peso - 20,33 m

2013
- Oro ai campionati nazionali bulgari indoor, getto del peso - 20,12 m

2014
- Oro ai campionati nazionali bulgari indoor, getto del peso - 20,27 m

2015
- Oro ai campionati nazionali bulgari indoor, getto del peso - 20,35 m
- Oro ai campionati nazionali bulgari, getto del peso - 20,00 m

2016
- Oro ai campionati nazionali bulgari indoor, getto del peso - 18,40 m
- Oro ai campionati nazionali bulgari, getto del peso - 20,13 m

2017
- Oro ai campionati nazionali bulgari indoor, getto del peso - 19,81 m
- Oro ai campionati nazionali bulgari, getto del peso - 19,34 m

## Altre competizioni internazionali
2013
- Argento in Coppa Europa invernale di lanci ( Castellón de la Plana), getto del peso - 19,68 m
- Argento al Meeting Terra Sarda ( Cagliari), getto del peso - 20,24 m
- 7º al Golden Gala Pietro Mennea ( Roma), getto del peso - 19,99 m
- 4º al Janusz Kusocinski Memorial ( Stettino), getto del peso - 19,57 m
- Argento agli Europei a squadre (First League) ( Dublino), getto del peso - 20,53 m
- 5º all'Sainsbury's Grand Prix ( Birmingham), getto del peso - 19,90 m
- Oro al Meeting de Atletismo Madrid ( Madrid), getto del peso - 20,57 m
- Oro all'11th Athletic Bridge - Memorial Zdenka Hrbacka ( Dubnica nad Váhom), getto del peso - 20,25 m
- 9º al Weltklasse Zürich ( Zurigo), getto del peso - 19,90 m
- Oro al DécaNation ( Valence), getto del peso - 20,93 m
- Oro al Palio della Quercia ( Rovereto), getto del peso - 20,75 m
- Argento al Memorial Van Damme ( Bruxelles), getto del peso - 20,95 m

2014
- Argento all'Indoor Praha 2014 ( Praga), getto del peso - 20,52 m
- Bronzo in Coppa Europa invernale di lanci ( Leiria), getto del peso - 20,59 m
- 8º al Shanghai Golden Grand Prix ( Shanghai), getto del peso - 20,06
- 4º al Janusz Kusocinski Memorial ( Stettino), getto del peso - 20,17 m
- 6º al Golden Spike ( Ostrava), getto del peso - 20,36 m
- Argento agli Europei a squadre (Second League) ( Riga), getto del peso - 19,79 m
- Bronzo al DécaNation ( Angers), getto del peso - 19,70 m
- 7º al DécaNation ( Angers), lancio del disco - 49,05 m

2015
- 6º in Coppa Europa invernale di lanci ( Leiria), getto del peso - 19,39 m
- 5º al Golden Spike Ostrava ( Ostrava), getto del peso - 19,80 m

2017
- 12º in Coppa Europa invernale di lanci ( Las Palmas), getto del peso - 19,22 m